# Älvdalens Utbildningscentrum
Älvdalens Utbildningscentrum (tidigare Naturbruksgymnasiet i Älvdalen och Älvdalens Gymnasieskola) är en fristående gymnasieskola i Älvdalens kommun. Skolan ligger centralt i Älvdalen, cirka 1 km från centrum.

## Utbildning
Skolan bedriver idag sex gymnasieutbildningar
| Namn                      | Inriktning                                                    | Program                          |
| ------------------------- | ------------------------------------------------------------- | -------------------------------- |
| Äventyrsgymnasiet         | Forsränning, MTB, skidåkning, kajakpaddling och fjällvandring | Naturbruksprogrammet             |
| Jaktgymnasiet             | Jakt, viltvård, service och värdskap                          | Naturbruksprogrammet             |
| Fiskegymnasiet            | Sportfiske, fiskevård, turism                                 | Naturbruksprogrammet             |
| Bygg- och maskingymnasiet | Anläggningsmaskiner                                           | Bygg- och anläggningsprogrammet  |
| Transportgymnasiet        | Skogstransporter                                              | Fordons- och transportprogrammet |
| Skogsgymnasiet            | Skogsmaskinförare                                             | Naturbruksprogrammet             |

## Historia
Skolan, med huvudmannen Älvdalens Utbildningscentrum AB, är en sammanslagning av Naturbruksgymnasiet i Älvdalen (Region Dalarna) och Älvdalens gymnasieskola (Älvdalens kommun). 
Naturbruksgymnasiet i Älvdalen startade som en skogsbruksskola 1963 och skolan ligger kvar på samma plats idag. På 1990-talet flyttade Älvdalens gymnasieskola in på området med Industritekniska programmet och Restaurang- och livsmedelsprogrammet som fick nybyggda lokaler samt Samhällsvetenskapliga programmet. 
År 2010, inför gymnasiereformen GY11, skapade Landstinget Dalarna (nu Region Dalarna) och Älvdalens kommun tillsammans med några branschbolag Älvdalens Utbildningscentrum AB för att samla verksamheten under en huvudman.

## Simulatorer[2]
I samarbete med Ljungbergsfonden har skolan byggt upp en simulatorpark där många moment i utbildningarna kan övas. Skolan har simulatorer för skotare, skördare, lastbilar, anläggningsmaskiner och skytte. Flera simulatorer använder både rörelseplattform och VR-teknik.

## Internat
Skolan har internatboende för ca 80 elever.